# Jeßnitz (Puschwitz)

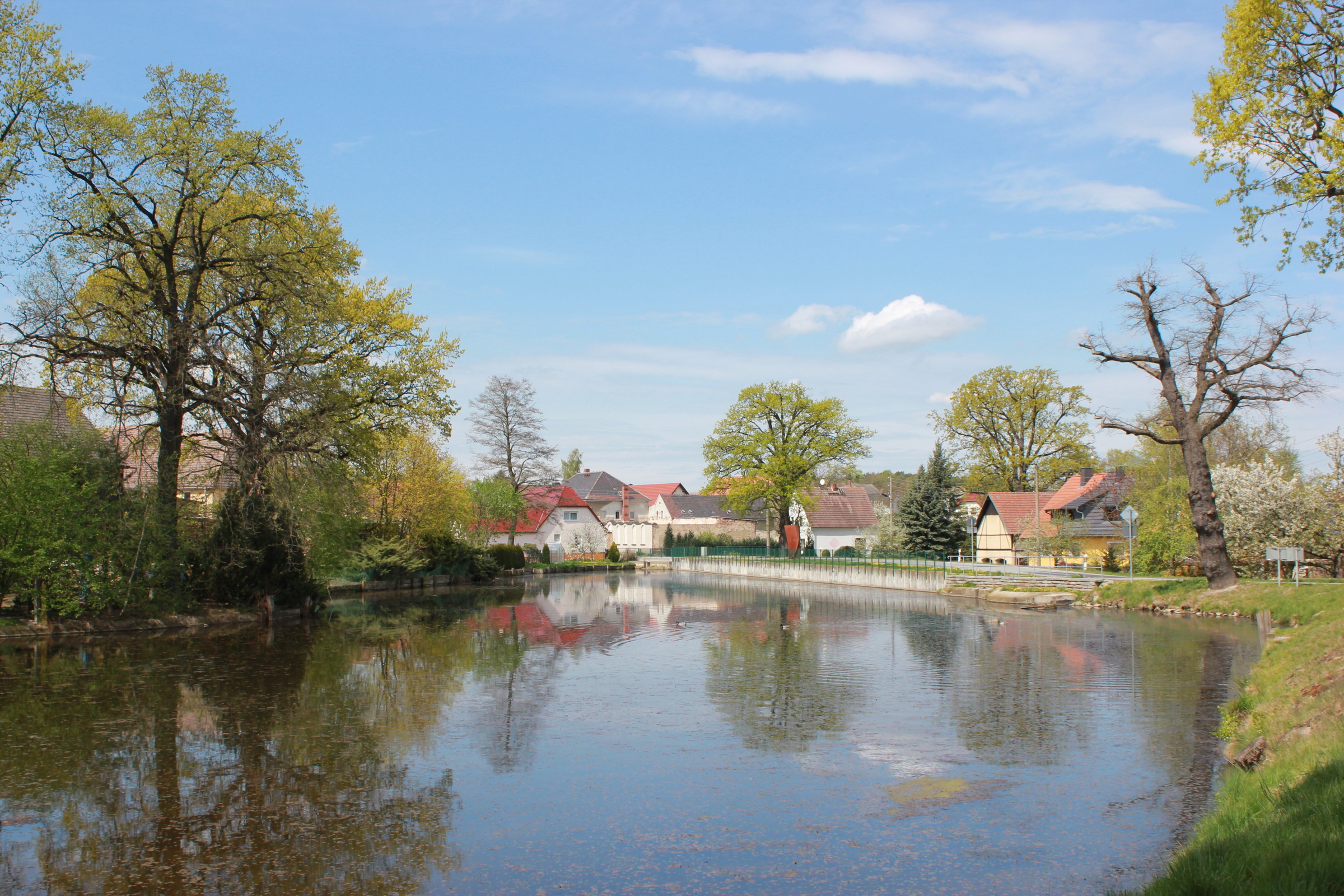
Der Dorfteich in der Ortsmitte

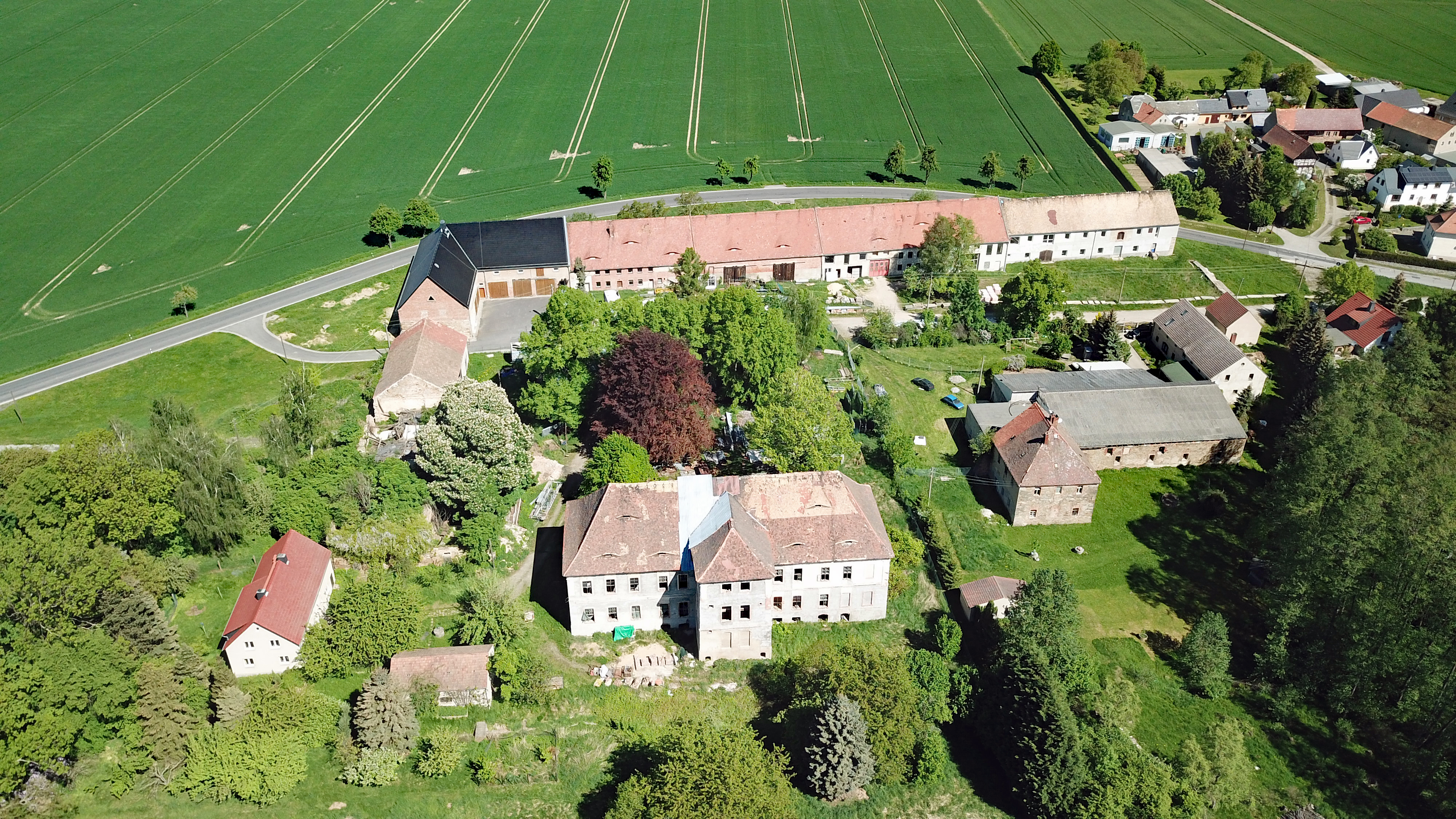
Rittergut aus der Luft

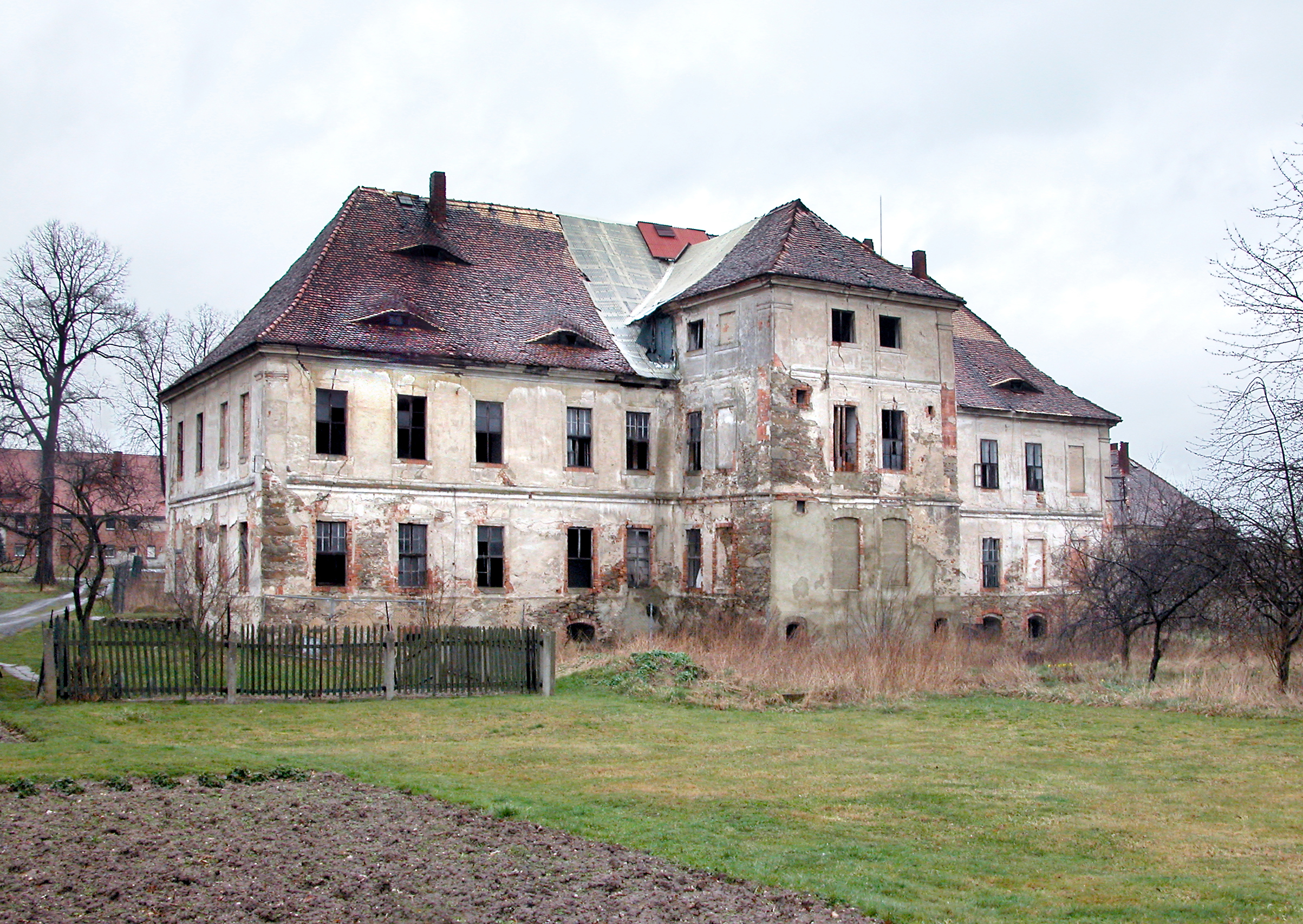
Das alte Gutshaus („Schloss“) in Jeßnitz

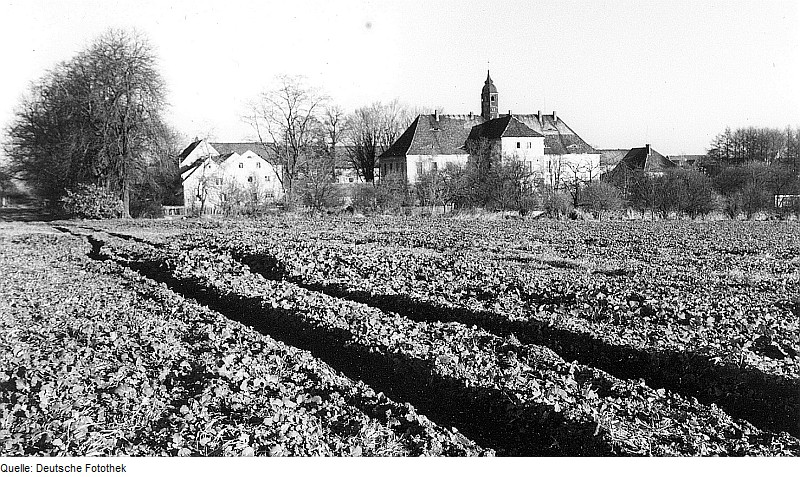
Ansicht des Schlosses, 1986

Jeßnitz, sorbisch Jaseńcaⓘ, ist ein Dorf im Zentrum des Landkreises Bautzen in Ostsachsen und gehört seit 1936 zur Gemeinde Puschwitz. Der Ort zählt zum sorbischen Siedlungsgebiet in der Oberlausitz; ein Großteil der Bevölkerung spricht Sorbisch als Muttersprache.

## Geografie
Der Ort befindet sich etwa 13 km nordwestlich der Großen Kreisstadt Bautzen zwischen den Orten Crostwitz und Puschwitz auf 177 m ü. NN. Im Nordwesten erhebt sich der Falkenberg (198 m), im Südwesten der Galgenberg (216 m). Im Ortszentrum befindet sich ein relativ großer Dorfteich.
Die Nachbarorte sind Doberschütz im Norden, Puschwitz im Osten, Guhra im Südosten, Lauske im Süden, Crostwitz im Südwesten und Horka im Nordwesten.

## Bevölkerung
Im Jahr 1925 hatte Jeßnitz 329 Einwohner; davon waren 248 katholischen Glaubens (75 %). Der Ort zählt seit dem 16. Jahrhundert zur Kirchgemeinde Neschwitz.
Für seine Statistik über die sorbische Bevölkerung in der Oberlausitz ermittelte Arnošt Muka in den achtziger Jahren des 19. Jahrhunderts eine Bevölkerungszahl von 288 Einwohnern; davon waren 281 Sorben (98 %) und 7 Deutsche.

## Namensherkunft
Der deutsche Ortsname leitet sich von der altsorbischen Bezeichnung Jesenica bzw. Jasenica ab. Jaseń ist die Esche, Jaseńca ursprünglich die Bezeichnung für einen Eschenwald, oder den daraus entspringenden Bach, der Jeßnitz durchfließt. Diese Deutung stützt die Erwähnung von 1541 („zur Jesnitz“). Die heutige sorbische Namensform wird erstmals 1684 in den Radiborer Kirchenbüchern als z Yaßencze („aus Jeßnitz“) verzeichnet.

## Geschichte
Jeßnitz wird erstmals 1365 als Jesnicz urkundlich erwähnt. Bis dahin zählte es zur großen Kirchgemeinde Göda; danach wurde es nach Neschwitz gepfarrt. Als die Reformation zwischen 1545 und 1555 die Gemeinde Neschwitz erreichte, wechselten die Jeßnitzer Katholiken in die Gemeinde Crostwitz. Ab 1458 ist das sich am Westrand des Ortes befindliche Rittergut verzeichnet. Der heutige Barockbau wurde zu Beginn des 18. Jahrhunderts errichtet.
Der Verein „Bjesada“ (Plauderei) wurde 1873 gegründet und spielte im Dorfleben eine bedeutende Rolle. 1880 gründeten die Jeßnitzer die erste sorbische Dorftheatergruppe überhaupt.
Bis zum 1. April 1936 bildete Jeßnitz zusammen mit dem Ortsteil Neu-Jeßnitz eine eigenständige Landgemeinde. Im Zweiten Weltkrieg erlitt der Ort kaum Schäden; jedoch kamen direkt nach dem Krieg 15 bis 20 Flüchtlingsfamilien in den Ort.

## Denkmal
Am Ortsausgang in Richtung Guhra befindet sich auf der rechten Straßenseite ein Kriegerdenkmal für die Jeßnitzer Gefallenen der beiden Weltkriege.

## Persönlichkeiten
- Karl August Räde (1864–1946), Gärtner, Landschaftsarchitekt und Dendrologe in Budapest; geboren auf dem Jeßnitzer Rittergut, aufgewachsen in der Seidau
- Jurij Handrik (1897–1963), Pfarrer, stellvertretender Vorsitzender der Domowina; geboren in Jeßnitz